# 武田邦太郎
武田 邦太郎（たけだ くにたろう、1912年（大正元年）12月20日 - 2012年（平成24年）11月15日）は、日本の政治家。元参議院議員（1期）。日本新党副代表。1998年勲三等旭日中綬章を受章。

## 人物・来歴
広島県福山市生まれ。福岡高等学校を経て、東京帝国大学文学部卒業後、鐘紡に入社。同社農林部に所属し、満洲において農業事業に取り組んでいるとき、職業軍人・石原莞爾と知り合う。これは、武田の従兄に当たる池本喜三夫が石原のブレインであったことも大きいという。
終戦を迎え、石原は生まれ故郷である山形県・鶴岡に戻り、遊佐の鳥海山麓に自給自足の農村共同体である「西山農場」を創設し、理想郷づくりをはじめる。石原が目指した「小さな満洲」建設には、武田や石原の一番弟子で、武田の良きパートナーであった曹寧柱をはじめ全国から「東亜連盟」の理想に共鳴するものが参加。開墾作業には町井久之、大山倍達、さらには戦前、大逆罪に問われたアナーキストの朴烈らも参加した。
西山農場は「都市解体 農工一体 簡素生活」をスローガンのもと、完全自給自足生活を実践したが、やせた土地で作物は思うように育たず、
脱落者が相次いだ。1949年に石原が亡くなると、さらに多くの人が村を出た。それでも武田は農場に残り、数少ない同志たちと開墾を続け、開拓農業協同組合長を務める。この間、武田は石原が唱えたアジア主義の理想を広める分類上は、右翼とされる「協和党」「新生アジア協議会」といった政治団体にも関わった。これらの団体は日本の再軍備には慎重で、アジア各国の主権を尊重し、相互提携を目指すといった点で異色の存在であり、戦争放棄を謳った憲法9条の遵守を誓った右翼など、この時代に協和党をおいて他にはなかった。1953年（昭和28年）の第3回参議院議員通常選挙に全国区から協和党（諸派）公認で立候補したが落選した。

武田は、もともと農業の専門家であったため、政府から助言を求められ、1961年、池田勇人首相の諮問機関・新農政研究所に入り、1977年、所長となる、ほかに赤城宗徳農林大臣顧問、田中角栄内閣日本列島改造問題懇談会委員、三木武夫内閣国民食糧会議委員等を委嘱される。その後、武田平和研究所、武田新農政研究所を設立。
1992年、細川護熙に説得され、日本新党の設立に参加し副代表となる。同年の第16回参議院議員通常選挙で比例区順位4位で立候補し初当選。外務委員会委員、沖縄及び北方問題に関する特別委員会委員、国会等の移転に関する特別委員会委員長を歴任した。
晩年はほとんど遊佐から出ることもなく、書物を紐解く以外は、石原を看取った最後の一人として、「墓守」に徹した。
2012年11月15日、酒田市の病院で肺炎のため死去。99歳没。

## 年譜
- 1912年（大正元年）- 生まれる。
- 1929年（昭和4年） - 福山誠之館中学校4年修了。
- 福岡高等学校を経て1935年（昭和10年）、東京帝国大学文学部西洋史学科卒業。
- 1936年（昭和11年） - 鐘紡農林部に入社。中国にて大農牧場の建設・経営に参加。
- 1946年（昭和21年） - 山形県遊佐町西山開拓地に入植、開拓農業協同組合長。
- 1961年（昭和36年） - 池田勇人総理の諮問機関・新農政研究所に入所し、農政部長。
- 1965年（昭和40年） - 財団法人新農政研究所発足、副所長。
- 1977年（昭和52年） - 同所長。
- 1983年（昭和58年） - 武田平和研究所設立、代表。
- 1986年（昭和61年） - 武田新農政研究所設立、所長。
- 1992年（平成4年） - 日本新党の設立に参加し副代表。
- 1999年（平成11年）- 石原莞爾平和思想研究会最高顧問。
- 2012年（平成24年）- 死去。

## 著書
- 『食糧危機と日本農業の展望』教育社、1975年。
- 『コメは安くできる！ 農家は豊かになれる―農業イノベーションの提唱』時事通信社、1988年。ISBN 4788788020

### 共著
- 武田邦太郎、竹中一雄 『日本農業前途洋々論―農業イノベーションのすすめ』日本経済新聞社、1987年。ISBN 4532087929
- 武田邦太郎、菅原一彪 『永久平和の使徒 石原莞爾』冬青社、1996年。ISBN 4924725285

### 注
1. ↑  韓国・慶尚北道に生まれる。1934年に日本に渡り、京都帝大に進むも、滝川事件に連座し退学。その後、立命館大学に移って空手を習う。腕っぷしの強さが日本中に知られ、大山倍達が手ほどきを受けた。また町井久之も曹の弟子筋に当たり、曹は民団の創設にも関わる[7]。